# Felipe Mora
Felipe Andrés Mora Aliaga (ur. 2 sierpnia 1993 w Santiago) – chilijski piłkarz występujący na pozycji napastnika, reprezentant Chile, od 2020 roku zawodnik amerykańskiego Portland Timbers.